# Boadilla del Monte
Boadilla del Monte är en kommun i Spanien. Den ligger i den autonoma regionen Madrid, i den centrala delen av landet, 15 km väster om huvudstaden Madrid. Antalet invånare är 65 839 (2024).